# 216 (număr)
216 (două sute șaisprezece) este numărul natural care urmează după 215 și precede pe 217 într-un șir crescător de numere naturale.

## În matematică
216:

O reprezentare a numărului lui Platon

- Este un număr compus, având 16 divizori,[1] este un număr abundent[2][3] și un cub perfect: {\displaystyle 216=6^{3}}.
- Este un număr Erdős-Woods[4][5]
- Este un număr harshad în baza de numerație 10.[6]
- Este un număr Friedman.[7]
- Este un număr platonic.[8]
- Este și un număr intangibil, deoarece nu poate fi exprimat ca suma divizorilor proprii a niciunui număr întreg.[9]
- Este un număr puternic.[10][11]
- Este un număr rotund.[12][13]
- Este un număr semiperfect (pseudoperfect).[14][15]
- Este cel mai mic cub care poate fi scris ca suma a alte trei cuburi: 216 = 33 + 43 + 53 = 63 (Platon a fost printre primii care a observat acest fapt și l-a menționat în Cartea a VIII-a din lucrarea Republica).[16]
- Este suma a două numere prime gemene: 216 = 107 + 109.
- Este cel mai mic număr n cu proprietatea că n−3, n−2, n−1, n+1, n+2, n+3 sunt toate numere semiprime.[17] Cu alte cuvinte, numerele: 213, 214, 215, 217, 218, 219 sunt toate semiprime. Următorul număr n de acest tip este 143098.[17]
- Este constanta magică pentru următorul pătrat magic:

{\displaystyle {\begin{pmatrix}2&9&12\\36&6&1\\3&4&18\end{pmatrix}}}
- Este un număr 16-gonal și 73-gonal.
- Este un număr palindrom în baza de numerație 5 (1331).

## În știință

### În astronomie
- Obiectul NGC 216 din New General Catalogue este o galaxie lenticulară din constelația Balena.
- 216 Kleopatra este un asteroid din centura principală.
- 216P/LINEAR este o cometă periodică din sistemul nostru solar.

## În alte domenii
216 se poate referi la:
- E216, numărul E pentru propilparaben.
- ISO 216, un standard care specifică mărimile formatelor de hârtie.
- +216 este codul de țară pentru Tunisia.
- (216) este prefixul telefonic pentru Cleveland, Ohio, Statele Unite.